# Сельское поселение «Село Совхоз Коллективизатор»
Сельское поселение «Село Совхоз Коллективизатор» — муниципальное образование в составе Жиздринского района Калужской области России.
Центр — село совхоз Коллективизатор. Сельское поселение образовано законом Калужской области от 28 декабря 2004 года № 7-ОЗ.

## Население
| 2010 | 2012 | 2013 | 2014 | 2015 | 2016 | 2017 |
| ---- | ---- | ---- | ---- | ---- | ---- | ---- |
| 846  | ↗855 | ↗864 | ↘847 | ↗864 | ↗866 | ↘863 |
| 2018 | 2019 | 2020 | 2021 |      |      |      |
| ↗867 | ↘856 | ↘846 | ↘808 |      |      |      |

## Состав
В поселение входят 18 населённых мест:
- село совхоза Коллективизатор
- деревня Высокий Холм
- деревня Горки
- деревня Дубровка
- разъезд Озерской
- деревня Иночка
- посёлок Калининский
- посёлок Комиссаровский
- деревня Коренево
- деревня Кресты
- деревня Лукавец
- деревня Мурачевка
- деревня Овсорочки
- деревня Озерская
- деревня Полом
- деревня Потье
- деревня Прогон
- село Улемль

## Население
Население сельского поселения составляет 846 человек.